# Leichtathletik-Weltmeisterschaften 2013/Teilnehmer (Belgien)
| Gelbes Symbol für Goldmedaillen mit stilisierten Olympischen Ringen | Graues Symbol für Silbermedaillen mit stilisierten Olympischen Ringen | Braundes Symbol für Bronzemedaillen mit stilisierten Olympischen Ringen |
| ------------------------------------------------------------------- | --------------------------------------------------------------------- | ----------------------------------------------------------------------- |
| —                                                                   | —                                                                     | —                                                                       |

Der Leichtathletik-Verband Belgiens meldete insgesamt elf Teilnehmer und sechs Teilnehmerinnen für die Leichtathletik-Weltmeisterschaften 2013 in der russischen Hauptstadt Moskau.

## Ergebnisse

### Männer

#### Laufdisziplinen
| Athlet                                                                              | Disziplin    | Vorlauf        | Vorlauf | Halbfinale         | Halbfinale         | Finale             | Finale             |
| Athlet                                                                              | Disziplin    | Zeit           | Platz   | Zeit               | Platz              | Zeit               | Platz              |
| ----------------------------------------------------------------------------------- | ------------ | -------------- | ------- | ------------------ | ------------------ | ------------------ | ------------------ |
| Jonathan Borlée                                                                     | 400 m        | 45,24 s        | 9       | 44,85 s SB         | 7                  | 44,54 s SB         | 4                  |
| Kévin Borlée                                                                        | 400 m        | 45,32 s        | 10      | 45,03 s            | 9                  | nicht qualifiziert | nicht qualifiziert |
| Adrien Deghelt                                                                      | 110 m Hürden | DNS            | DNS     | –––                | –––                | –––                | –––                |
| Pieter-Jan Hannes                                                                   | 1500 m       | 3:40,39 min    | 25      | nicht qualifiziert | nicht qualifiziert | nicht qualifiziert | nicht qualifiziert |
| Bashir Abdi                                                                         | 10.000 m     |                |         |                    |                    | 28:41,69 min       | 23                 |
| Dylan Borlée Jonathan Borlée Kévin Borlée Arnaud Destatte Antoine Gillet Will Oyowe | 4 × 400 m    | 3:00,81 min SB | 5       |                    |                    | 3:01,02 min        | 5                  |

#### Zehnkampf
| Athlet                  | Disziplin | 100 m      | Weit- sprung | Kugel- stoßen | Hoch- sprung | 400 m      | 110 m Hürden | Diskus- wurf | Stabhoch- sprung | Speer- wurf | 1500 m         | Punkte  | Platz |
| ----------------------- | --------- | ---------- | ------------ | ------------- | ------------ | ---------- | ------------ | ------------ | ---------------- | ----------- | -------------- | ------- | ----- |
| Thomas Van der Plaetsen | Ergebnis  | 11,09 s PB | 7,64 m       | 13,57 m PB    | 2,05 m       | 49,00 s SB | 14,66 s SB   | 41,17 m      | 5,10 m           | 65,31 m PB  | 4:37,93 min SB | 8255 PB | 15    |
| Thomas Van der Plaetsen | Punkte    | 841        | 970          | 702           | 850          | 861        | 891          | 688          | 941              | 818         | 693            | 8255 PB | 15    |
| Hans Van Alphen         | Ergebnis  | -          | -            | -             | -            | -          | -            | -            | -                | -           | -              | DNS     | DNS   |
| Hans Van Alphen         | Punkte    | -          | -            | -             | -            | -          | -            | -            | -                | -           | -              | DNS     | DNS   |

### Frauen

#### Laufdisziplinen
| Athlet         | Disziplin    | Vorlauf      | Vorlauf | Halbfinale         | Halbfinale         | Finale             | Finale             |
| Athlet         | Disziplin    | Zeit         | Platz   | Zeit               | Platz              | Zeit               | Platz              |
| -------------- | ------------ | ------------ | ------- | ------------------ | ------------------ | ------------------ | ------------------ |
| Almensh Belete | 5000 m       | 16:03,03 min | 16      |                    |                    | nicht qualifiziert | nicht qualifiziert |
| Sara Aerts     | 100 m Hürden | DNS          | DNS     | –––                | –––                | –––                | –––                |
| Anne Zagré     | 100 m Hürden | 12,94 s      | 8       | DSQ                | DSQ                | –––                | –––                |
| Axelle Dauwens | 400 m Hürden | 56,85 s      | 21      | nicht qualifiziert | nicht qualifiziert | nicht qualifiziert | nicht qualifiziert |

#### Sprung/Wurf
| Athlet        | Disziplin  | Qualifikation           | Qualifikation           | Finale | Finale |
| Athlet        | Disziplin  | Höhe                    | Platz                   | Höhe   | Platz  |
| ------------- | ---------- | ----------------------- | ----------------------- | ------ | ------ |
| Tia Hellebaut | Hochsprung | DNS da Laufbahn beendet | DNS da Laufbahn beendet | –––    | –––    |

#### Siebenkampf
| Athletin         | Disziplin | 100 m Hürden | Hochsprung | Kugelstoßen | 200 m   | Weitsprung | Speerwurf | 800 m       | Punkte | Platz |
| ---------------- | --------- | ------------ | ---------- | ----------- | ------- | ---------- | --------- | ----------- | ------ | ----- |
| Nafissatou Thiam | Ergebnis  | 14,13 s      | 1,92 m PB  | 13,71 m     | 25,61 s | 6,11 m     | 43,64 m   | 2:25,43 min | 6070   | 14    |
| Nafissatou Thiam | Punkte    | 960          | 1132       | 775         | 832     | 883        | 737       | 751         | 6070   | 14    |